# 스텝 송
스테프 송(Steph Song, 영어 발음: /stɛf/, 1984년 4월 19일 ~ )은 말레이시아의 배우이다.
말레이시아에서 태어났다.

## 출연 작품
- 블러드 앤드 워터 (2015년)
- 파라독스 (2010년)
- 더 소우 - 해빙 (2009년) - 링 천 역
- 엄마의 장례식 (2008년)
- 워 (2007년) - 리사 역
- 만사가 귀찮아 (2006년)
- 해남계반 (2004년)

### 텔레비전
- Dragon Boys (2007, 龍在他鄉)